# Suzanne Proulx
Pour les articles homonymes, voir Proulx.
Suzanne Proulx est une femme politique québécoise. Elle a été députée péquiste à l'Assemblée nationale du Québec de 2012 à 2014. Représentante de la circonscription de Sainte-Rose à partir de l'élection générale québécoise de 2012, elle a été adjointe parlementaire à la ministre de l'Immigration et des Communautés culturelles. Elle est battue lors de l'élection de 2014 par le candidat libéral Jean Habel.

## Biographie

### Jeunesse et formation
Suzanne Proulx détient un diplôme d'études collégiales en lettres du Cégep Montmorency en 1983. Elle complète un certificat en gestion des ressources humaines à l'École des hautes études commerciales (HEC) en 1990, un certificat en relations industrielles à l'Université de Montréal en 1993 et une maîtrise en administration des affaires (MBA) à l'Université du Québec à Montréal en 2006.
Elle travaille chez Marconi Canada, et est, de 1989 à 1993, présidente du comité syndical d'usine du Syndicat national de l'automobile, de l'aérospatiale, du transport et des autres travailleurs et travailleuses du Canada (TCA-FTQ), section locale 2806. Elle est vice-présidente du Conseil québécois des TCA de 1991 à 1993. De 1993 à 1995, elle est attachée politique du député de Bourassa à la Chambre des communes, Osvaldo Nuñez. Elle est par la suite directrice générale de la Corporation de développement économique communautaire (CDEC) LaSalle-Lachine de 1995 à 2002 et directrice générale du Comité sectoriel de main-d'œuvre de la sidérurgie du Québec en 2002 et en 2003, puis du Comité sectoriel de main-d'œuvre de la métallurgie du Québec de 2003 à 2012.

### Carrière politique
Suzanne Proulx occupe diverses fonctions au sein du Parti québécois de la région de Laval de 2010 à 2012. Elle est élue députée de ce parti dans Sainte-Rose en 2012. Pendant son mandat, elle est adjointe parlementaire à la ministre de l'Immigration et des Communautés culturelles (volet intégration des immigrants) du 20 septembre 2012 au 24 octobre 2012, adjointe parlementaire à la ministre responsable de la Condition féminine du 24 octobre 2012 au 5 mars 2014 et vice-présidente de la Commission de la santé et des services sociaux du 5 décembre 2012 au 5 mars 2014. Elle est défaite en 2014.